# České Libchavy
České Libchavy är en ort i Tjeckien.   Den ligger i regionen Pardubice, i den östra delen av landet, 140 km öster om huvudstaden Prag. České Libchavy ligger 378 meter över havet och antalet invånare är 499.
Terrängen runt České Libchavy är platt åt nordost, men åt sydväst är den kuperad.Runt České Libchavy är det tätbefolkat, med 257 invånare per kvadratkilometer. Närmaste större samhälle är Ústí nad Orlicí, 6,4 km söder om České Libchavy. Trakten runt České Libchavy består till största delen av jordbruksmark.